# سباق باريس روبيه 1910
طواف باريس 1910 هو سباق دراجات هوائية أقيم بتاريخ 27 مارس، تكون السباق من مرحلة واحدة، وامتدّ لمسافة 266 كم بسرعة 29.274 كم/س، استغرق السباق 9 ساعات و5 دقيقة و12 ثانية.